# Psychoda albipennis
Psychoda albipennis é uma espécie de mosca da família Psychodidae. Suas larvas podem causar miíase em seres humanos, e já foi relatado acometimento do trato urogenital pelas larvas desse inseto.